# Epinecrophylla fjeldsaai
Epinecrophylla fjeldsaai är en fågel i familjen myrfåglar inom ordningen tättingar med omdiskuterad artstatus.

## Utbredning och status
Fågeln förekommer i sydöstra Ecuador och in i nordcentrala Peru. Den placeras dock allt oftare som underart till Epinecrophylla haematonota, bland annat av IUCN som därmed inte bedömer dess hotstatus.